# Kanton Cherbourg-Octeville-1
Kanton Cherbourg-Octeville-1 (fr. Canton de Cherbourg-Octeville-1) je kanton v departementu Manche v regionu Normandie ve Francii. Vznikl v roce 2015 a tvoří ho část města Cherbourg-en-Cotentin.